# The Outsider (film, 2018)
Pour les articles homonymes, voir The Outsider.
Pour plus de détails, voir Fiche technique et Distribution.
The Outsider est un thriller américano-japonais réalisé par Martin Zandvliet, sorti en 2018.

## Synopsis
Emprisonné dans un camp de prisonniers au Japon lors de la Seconde Guerre mondiale, un soldat américain, Nick Poppa Lowell, est libéré à la fin de la guerre grâce à son compagnon de cellule japonais et yakuza. Lowell décide de rester au pays du Soleil Levant pour y apprendre la culture yakuza, dont divers rituels avant de devenir l'un des rares étrangers à intégrer ce syndicat du crime.

## Fiche technique
- Titre : The Outsider
- Réalisation : Martin Zandvliet
- Scénario : Andrew Baldwin
- Photographie : Camilla Hjelm Knudsen
- Montage : Mikkel E.G. Nielsen
- Musique : Sune Martin
- Production : John Linson, Art Linson et Ken Kao
- Sociétés de production : Linson Entertainment et Waypoint Entertainment
- Société de distribution : Netflix
- Pays :  États-Unis,  Japon
- Langues originales : anglais, japonais
- Format : couleurs
- Genre : thriller et film de gangsters
- Durée : 120 minutes
- Date de sortie :  Mondial : 9 mars 2018 sur Netflix

## Distribution
- Jared Leto : Nick Lowell
- Kippei Shiina : Orochi
- Shiori Kutsuna : Miyu
- Tadanobu Asano : Kiyoshi
- Nao Ōmori : Seizu
- Min Tanaka : Akihiro
- Emile Hirsch : Paulie Bowers
- Rory Cochrane : Anthony Panetti
- Ray Nicholson : le courtier

## Développement du projet
En 2012, le réalisateur suédois Daniel Espinosa est choisi par la Warner pour diriger le film, avec Michael Fassbender dans le rôle du prisonnier américain devenu yakusa. En 2013, après leur départ respectif, Tom Hardy accepte le rôle et le cinéaste japonais Takashi Miike signe pour mettre en scène le long-métrage. Mais, alors que la production a commencé, l'acteur britannique se désengage du film, puis Miike quitte à son tour le projet. 
Trois ans plus tard, en 2016, Jared Leto est annoncé dans le rôle du prisonnier et le film est réalisé finalement par le danois Martin Zandvliet, révélé internationalement par son film de guerre Les Oubliés.